# Mesechinus hughi
Espèce
Statut de conservation UICN

 LC  : Préoccupation mineure
Mesechinus hughi est une espèce de petits mammifères insectivores de la famille des Erinaceidae. Ce hérisson fait partie du genre des hérissons des steppes (Mesechinus).
Il doit son nom au RP Hugh Scanllan (1851-1928).